# Польша на зимних Олимпийских играх 1988
Польша принимала участие в Зимних Олимпийских играх 1988 года в Калгари (Канада) в пятнадцатый раз за свою историю, но не завоевала ни одной медали. Сборную страны представляли 32 спортсмена, в том числе 4 женщины, соревнующиеся в шести видах спорта.

## Горнолыжный спорт
| Спортсменка        | Дисциплина        | Заезд 1 | Заезд 2 | Итог    | Итог  |
| Спортсменка        | Дисциплина        | Время   | Время   | Время   | Место |
| ------------------ | ----------------- | ------- | ------- | ------- | ----- |
| Катажина Шафранска | Гигантский слалом | 1:03.33 | 1:09.50 | 2:12.83 | 16    |
| Катажина Шафранска | Слалом            | 52.15   | 52.06   | 1:44.21 | 17    |

## Фигурное катание
| Спортсмен                       | Дисциплина                | Обязательная программа | Короткая программа | Произвольная программа | Сумма мест | Место |
| ------------------------------- | ------------------------- | ---------------------- | ------------------ | ---------------------- | ---------- | ----- |
| Гжегож Филиповский              | Мужское одиночное катание | 7                      | 4                  | 5                      | 10.8       | 5     |
| Хонората Горна Анджей Достатный | Танцы на льду             | 17                     | 17                 | 17                     | 34.0       | 17    |

## Хоккей
Польша провела отборочный этап в группе А, заняв пятое из шести мест, в финал из группы вышли Финляндия, Швеция и Канада.
- Канада 1:0 Польша
- Швеция 1:1 Польша
- Польша 0:2 Франция*
- Швейцария 4:1 Польша
- Финляндия 5:1 Польша

* — матч Польша-Франция окончился с результатом 6:2, но после положительного теста на допинг у польского игрока Ярослава Моравецкого было засчитано техническое поражение Польши со счётом 0:2. Франция за это никаких очков не получила.
В матче за 9 место Польша уступила Австрии 2:3 и заняла итоговое десятое место.

## Лыжное двоеборье
Двоеборье состояло из прыжков с нормального трамплина (три попытки, две лучшие идут в зачёт) и лыжной гонки на 15 км с задержкой старта в зависимости от результатов прыжков с трамплина.
| Спортсмен    | Прыжки с трамплина | Прыжки с трамплина | Лыжная гонка | Лыжная гонка | Итог    | Итог  |
| Спортсмен    | Очки               | Место              | Время старта | Время        | Очки    | Место |
| ------------ | ------------------ | ------------------ | ------------ | ------------ | ------- | ----- |
| Тадеуш Бафия | 211.3              | 8                  | 1:54.7       | 43:00.0      | 400.355 | 18    |

## Прыжки с трамплина
| Спортсмен | Дисциплина          | Прыжок 1   | Прыжок 1 | Прыжок 2   | Прыжок 2 | Итог  | Итог  |
| Спортсмен | Дисциплина          | Расстояние | Очки     | Расстояние | Очки     | Очки  | Место |
| --------- | ------------------- | ---------- | -------- | ---------- | -------- | ----- | ----- |
| Пётр Фияс | Нормальный трамплин | 84.5       | 102.3    | 80.0       | 93.1     | 195.4 | 10    |
| Пётр Фияс | Большой трамплин    | 107.5      | 99.9     | 102.0      | 92.7     | 192.6 | 13    |
| Ян Коваль | Нормальный трамплин | 79.0       | 90.5     | 77.0       | 83.8     | 174.3 | 34    |
| Ян Коваль | Большой трамплин    | 102.0      | 89.7     | 93.0       | 74.6     | 164.3 | 37    |

## Конькобежный спорт
Мужчины
| Спортсмен   | Дисциплина | Финал   | Финал |
| Спортсмен   | Дисциплина | Время   | Место |
| ----------- | ---------- | ------- | ----- |
| Ежи Доминик | 500 м      | 37.83   | 25    |
| Ежи Доминик | 1000 м     | 1:16.16 | 28    |
| Ежи Доминик | 1500 м     | 1:59.03 | 36    |

Women
| Спортсмен          | Дисциплина | Финал   | Финал |
| Спортсмен          | Дисциплина | Время   | Место |
| ------------------ | ---------- | ------- | ----- |
| Эрвина Рысь-Ференс | 500 м      | 41.38   | 19    |
| Эрвина Рысь-Ференс | 1000 м     | 1:21.44 | 10    |
| Эрвина Рысь-Ференс | 1500 м     | 2:04.68 | 7     |
| Эрвина Рысь-Ференс | 3000 м     | 4:22.59 | 5     |
| Эрвина Рысь-Ференс | 5000 м     | 7:50.43 | 21    |
| Зофья Токарчик     | 500 м      | 41.37   | 18    |
| Зофья Токарчик     | 1000 м     | 1:21.80 | 13    |
| Зофья Токарчик     | 1500 м     | 2:08.54 | 17    |